# Hrvatska biskupska konferencija
Hrvatska biskupska konferencija (skr. HBK), trajna je ustanova Apostolske Stolice i biskupska konferencija Katoličke Crkve u Republici Hrvatskoj. 
Hrvatsku biskupsku konferenciju tvore biskupi 20 hrvatskih biskupija i vojni ordinarij. Biskupije su uključene u četiri metropolije: Đakovačko-osječku, Riječku, Splitsko-makarsku i Zagrebačku, dok je Zadarska nadbiskupija izravno podložna Svetoj Stolici.

## Povijest
Tijekom 1991., uslijed raspada SFRJ, Republika Hrvatska ostvarila je svoju državno-pravnu neovisnost i samostalnost. Sveta Stolica priznala je državu Hrvatsku 13. siječnja 1992. Nakon toga, hrvatski episkopat izradio je prijedlog za ustanovljenje Hrvatske biskupske konferencije. 
Sveta je Stolica, dekretom od 15. svibnja 1993. utemeljila za katoličke biskupije na području Hrvatske – Hrvatsku biskupsku konferenciju (HBK) odobrivši njezin statut. Za prvoga predsjednika HBK izabran je kardinal Franjo Kuharić, nadbiskup i metropolit zagrebački. 
Statut HBK obnovljen je 5. veljače 2000. Službu predsjednika HBK-a u dva je mandata (1997. – 2007.) obnašao kardinal Josip Bozanić. Na Plenarnome zasjedanju HBK-a u Gospiću (listopad 2007.) za predsjednika HBK-a izabran je Marin Srakić. Potpredsjednici HBK bili su monsinjori Josip Bozanić i Marin Barišić.
Na 45. zasjedanju HBK-a 14. studenog 2012. za četvrtog predsjednika izabran je Želimir Puljić.
Na 65. zajedanju HBK-a 18. listopada 2022. za petog predsjednika izabran je Dražen Kutleša.
HBK zajedno s Biskupskom konferencijom Bosne i Hercegovine (BK BiH), koja ima sjedište u Sarajevu, vodi skrb za dušobrižništvo hrvatskih katolikâ u inozemstvu i zajedno sastavlja Biskupsko povjerenstvo za Papinski hrvatski zavod svetog Jeronima u Rimu. Zajedničko im je i pitanje bogoslužnih knjigâ na hrvatskome jeziku. U tu svrhu te istodobno zbog usklađivanja opće dušobrižničke djelatnosti i razmjene iskustava, obje biskupske konferencije, u skladu kanonskim propisima o biskupskim konferencijama, jedanput godišnje imaju zajednički sabor.
HBK je punopravni član CCEE-a, a u COMECE-u ima status promatrača.

## Biskupi

### Redoviti članovi
- mons. Dražen Kutleša, (predsjednik HBK) nadbiskup zagrebački i metropolit
- mons. Zdenko Križić, nadbiskup splitsko-makarski i metropolit
- mons. Mate Uzinić,  nadbiskup riječki i metropolit
- mons. Đuro Hranić, nadbiskup đakovačko-osječki i metropolit
- mons. Milan Zgrablić, nadbiskup zadarski
- mons. Jure Bogdan, vojni ordinarij u Republici Hrvatskoj
- mons. Marko Medo, biskup gospićko-senjski
- mons. Ivan Štironja, biskup porečki i pulski
- mons. Vjekoslav Huzjak, biskup bjelovarsko-križevački
- mons. Milan Stipić, vladika križevački
- mons. Vlado Košić, biskup sisački
- mons. Roko Glasnović, biskup dubrovački
- mons. Bože Radoš, biskup varaždinski
- mons. Ivica Petanjak, biskup krčki
- mons. Ranko Vidović, biskup hvarski
- mons. Ivo Martinović, biskup požeski
- mons. Tomislav Rogić, biskup šibenski
- mons. Mijo Gorski, pomoćni biskup zagrebački
- mons. Ivan Ćurić, pomoćni biskup đakovačko-osječki
- mons. Ivan Šaško, pomoćni biskup zagrebački

### Umirovljeni hrvatski biskupi
- kardinal Josip Bozanić, nadbiskup zagrebački u miru
- mons. Marin Barišić, nadbiskup splitsko-makarski u miru
- mons. Ivan Devčić, nadbiskup riječki u miru
- mons. Marin Srakić, nadbiskup đakovačko-osječki u miru
- mons. Želimir Puljić, nadbiskup zadarski u miru
- mons. Ante Ivas, biskup šibenski u miru
- mons. Juraj Jezerinac, vojni ordinarij u Republici Hrvatskoj u miru
- mons. Nikola Kekić, vladika križevački u miru
- mons. Ivan Milovan, biskup porečko-pulski u miru
- mons. Josip Mrzljak, biskup varaždinski u miru
- mons. Valter Župan, biskup krčki u miru
- mons. Antun Škvorčević, biskup požeski u miru

## Preminuli biskupi HBK-a
- Sluga Božji kardinal Franjo Kuharić, prvi ravnatelj HBK-a († 2002.)
- Ćiril Kos († 2003.)
- Marko Culej († 2006.)
- Frane Franić († 2007.)
- Ante Jurić († 2012.)
- Antun Bogetić († 2017.)
- Mile Bogović († 2020.)
- Valentin Pozaić († 2023.)
- Slobodan Štambuk († 2023.)

## Ustanove i manifestacije
- HBK je utemeljitelj Hrvatskoga katoličkog radija i centra za promicanje socijalnog nauka Crkve.
- Zajedno s tom radijskom postajom organizira hrvatski festival popularne kršćanske glazbe, Uskrs fest.
- Hrvatsko kanonističko društvo djeluje na području Hrvatske biskupske konferencije.[4]

## Poveznice
- Biskupska konferencija Bosne i Hercegovine
- Međunarodna biskupska konferencija sv. Ćirila i Metoda

## Vanjska poveznica
- Službena stranica